# Die Ex-Freundinnen meines Freundes
Die Ex-Freundinnen meines Freundes (Originaltitel: Little Black Book) ist eine US-amerikanische Filmkomödie von Nick Hurran aus dem Jahr 2004.

## Handlung
Stacy will Karriere als Moderatorin einer Fernsehsendung machen. Vorerst hat sie einen Aushilfsjob bei der Produktion einer Sendung, die Kippie Kann moderiert. Sie freundet sich mit ihrer Kollegin Barb an.
Barb ermutigt Stacy, die Vergangenheit von Stacys Freund Derek zu erforschen. Stacy findet eine Liste dessen ehemaliger Freundinnen und besucht diese unter verschiedenen Vorwänden, um ihnen das Wissen über Dereks Vergangenheit zu entlocken. Mit einer der Frauen, Joyce, freundet sie sich an; sie verheimlicht ihr jedoch, dass sie mit Derek zusammen ist.
Es stellt sich heraus, dass Barb die Nachforschungen anregte, um Stacy, Derek und seine drei Ex-Freundinnen unter verschiedenen Vorwänden in eine Live-Show zu locken. Für die fünf ist die Teilnahme völlig überraschend. Die wütende Stacy erzählt vor der Kamera intime und peinliche Details über ihre Kollegen, die sich dann auch gegenseitig belasten. Barb, die sich einen Karriereschub verspricht, ist begeistert, obwohl auch sie ein Subjekt der Offenbarungen wird. Es kommt zum live übertragenen Streitgespräch zwischen Stacy und Derek über das Thema der Ehrlichkeit.
Stacy findet am Ende einen neuen Job bei einem anderen Sender. Während sie den Song Let the River Run hört, der sie sehr erfreut, lernt sie dessen Sängerin Carly Simon kennen, deren Songs Stacy stets durch das Leben begleitet haben.

## Kritiken
James Berardinelli schrieb auf ReelViews, das Problem sei, dass der Regisseur und die Drehbuchautoren die Komödie als „eine weitere Sitcom“ begreifen würden. Die Charaktere würden nicht menschlich wirken. Der Film zeige, wie „ungeeignet“ („inept“) Brittany Murphy als Darstellerin sei.
Das Lexikon des internationalen Films schrieb: „Die überambitionierte Satire will zeigen, dass Kontrolle in Liebesdingen nicht unbedingt gut und Vertrauen besser ist. Der Film scheitert vor allem an der wenig stringenten Erzählweise und dem mangelnden Charme seiner Hauptfigur.“

## Auszeichnungen
Brittany Murphy wurde im Jahr 2005 für den Teen Choice Award nominiert.

## Hintergrund
Der Film wurde in Boston, in Los Angeles und in New York City gedreht. Seine Produktionskosten betrugen schätzungsweise 35 Millionen US-Dollar. Der Film spielte in den Kinos der USA etwa 20,4 Millionen US-Dollar ein.
Im Film interpretiert Brittany Murphy den Carly-Simon-Hit Nobody does it better (Filmsong von Der Spion, der mich liebte). Im Jahr 2006 nahm sie mit Paul Oakenfold die Single Faster Kill Pussycat auf, die es für kurze Zeit in die englischen Charts schaffte.
Stacy und Barb unterhalten sich über den Film Working Girl, der in deutschen Kinos unter dem Titel Die Waffen der Frauen lief.